# بوراینویل
بوراینویل (به فرانسوی: Beaurainville) یک کمون در فرانسه است که در پا-دو-کاله واقع شده‌است. بوراینویل ۱۳٫۰۹ کیلومتر مربع مساحت دارد ۱۶ متر بالاتر از سطح دریا واقع شده‌است.